# Venčac
Venčac (v srbské cyrilici Венчац) je hora v Srbsku, vysoká 659 m. Nachází se 8 km jihovýchodně od města Aranđelovac v Šumadijském okruhu.
Hora je vulkanického původu a vznikla před zhruba patnácti miliony lety. Je známá díky těžbě kvalitního mramoru, zvaného Beli Venčac, který byl použit na stavbě Bílého domu ve Washingtonu. Jsou z něj také zhotoveny sochy v lázních Bukovička banja, kašna na ulici Knez Mihailova v Bělehradě, mauzoleum Oplenac ve městě Topola nebo pomník Jugoslávcům vězněným v koncentračním táboře Mauthausen. Odhaduje se, že v důsledku těžby se již hora zmenšila o tři metry.
Na svazích rostou duby, jasany a buky, v nižších polohách byly vysazeny vinice. V roce 2018 zde byla objevena nekropole z římského období.